# ダイハツ・ハイゼットキャディー
ハイゼット キャディー（HIJET Caddie）は、ダイハツ工業がかつて生産・販売していた軽貨物車である。

## 概要
乗用の軽トールワゴン（軽スーパートールワゴン）であるウェイクを基に、既存のハイゼットカーゴの派生・横展開車種として発売された2シーター専用モノスペース軽ボンネットバンの商用車である。基となった既存のウェイク同様、エンジンとドライブホイールをフロントに配置した「FFレイアウトパッケージ」を採用する。最大積載量は150kgであり、かつて同社から販売されていたミゼットII（ピック/カーゴ）と同一の数値である。
ボディカラーは通常「ホワイト」のみだが、パックオプションの「選べるカラーパック」を装着することで、ウェイク・10代目ハイゼットトラック/ハイゼットカーゴ採用色である「トニコオレンジマイカメタリック」をはじめ、「ミストブルーマイカメタリック」、「ライトローズマイカメタリック」、「ブライトシルバーメタリック」、「ブラックマイカメタリック」の5色から選択可能となる。なお、「ブライトシルバーメタリック」は2017年11月の一部改良で通常設定色となったため、「選べるカラーパック」設定色は4色に変更された。
フロントのフードガーニッシュを省略し（エンブレムはDマークエンブレム）、バンパーガーニッシュをブラックに、リヤコンビネーションランプもバルブ式・リフレクター内蔵の専用品に変更するなど、ウェイクとデザインを差別化している。また、ステアリングホイールもウェイクとデザインが異なるものを採用している。
しかし結局はベース車であるウェイクともども、ハイゼットとタントに統合される形で生産終了に至った。発売当初、月販1,000台（年販12,000台）の販売台数を計画していたが、発売当初から月販販売目標を大きく下回る販売不振が続き、特に発売から3年目以降の月販平均台数は50 - 60台程度と低迷した。要因として、後発のホンダ・N-VANやスズキ・スペーシアベースとは対照的に完全な2シーターであった上、ハイゼット・タント・ウェイクとの同士討ちが発生したこと、本車種自身が広報不足やウェイクとの差別化に失敗し知名度が低かったこと、さらに同様のスタイルかつピラーレススライドドアを採用した上、ダイハツと異なり同門にライバルのいないN-VANが登場したことなどが原因であると指摘されている。なおベース車であるウェイクも、アトレーとタント ファンクロスに吸収される形で本車種の1年後に生産終了となった。
先述の通り、後部スライドドアを採用したモノスペースタイプのハイトワゴン型軽商用車であるが、前方にエンジンを収めたボンネットフードが存在するため、全国軽自動車協会連合会の新車販売統計では「軽貨物車内訳－ボンネットバン」枠での集計が行われていた。
なお、本車種はトヨタ自動車やSUBARUへのOEM供給は行われなかった。

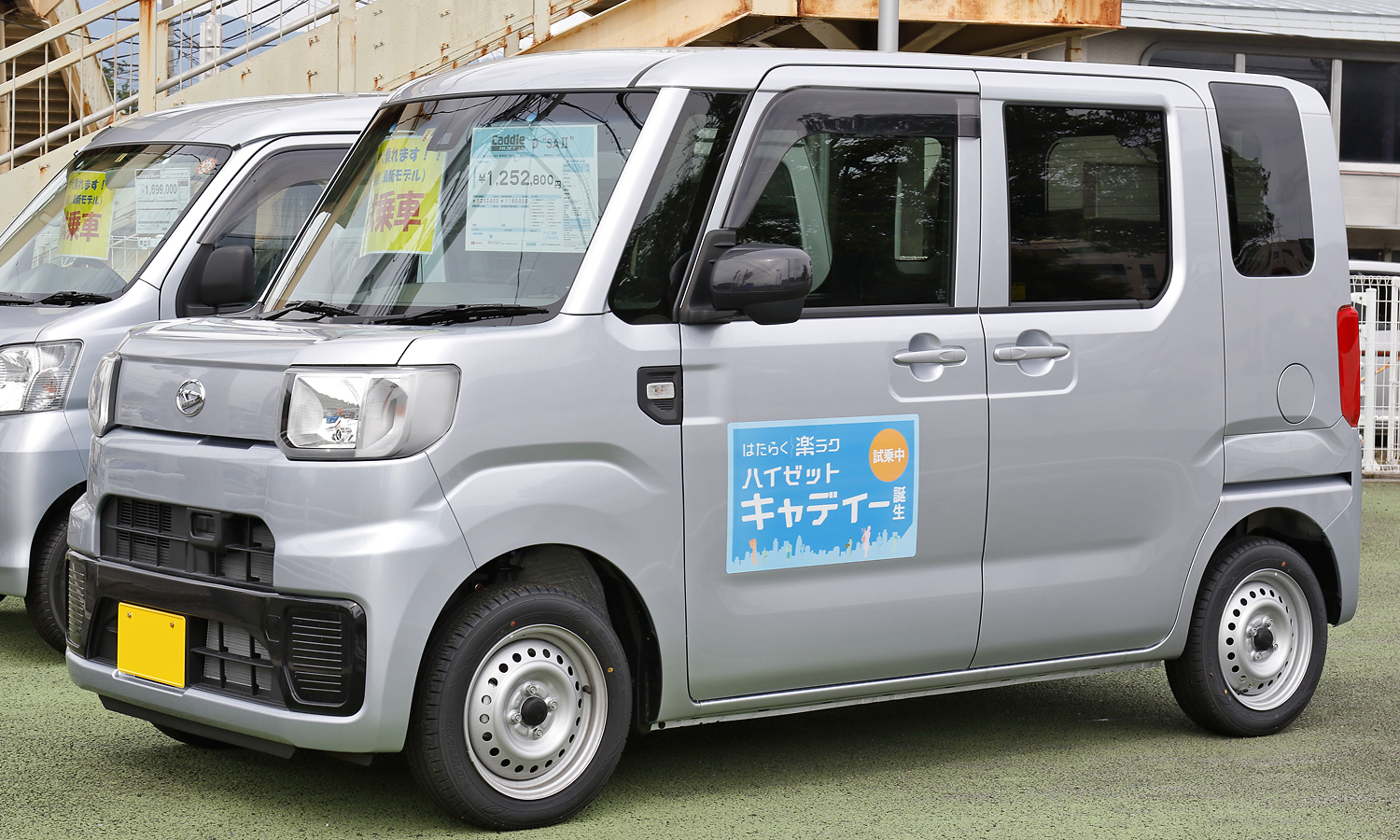
D"SA II" フロント
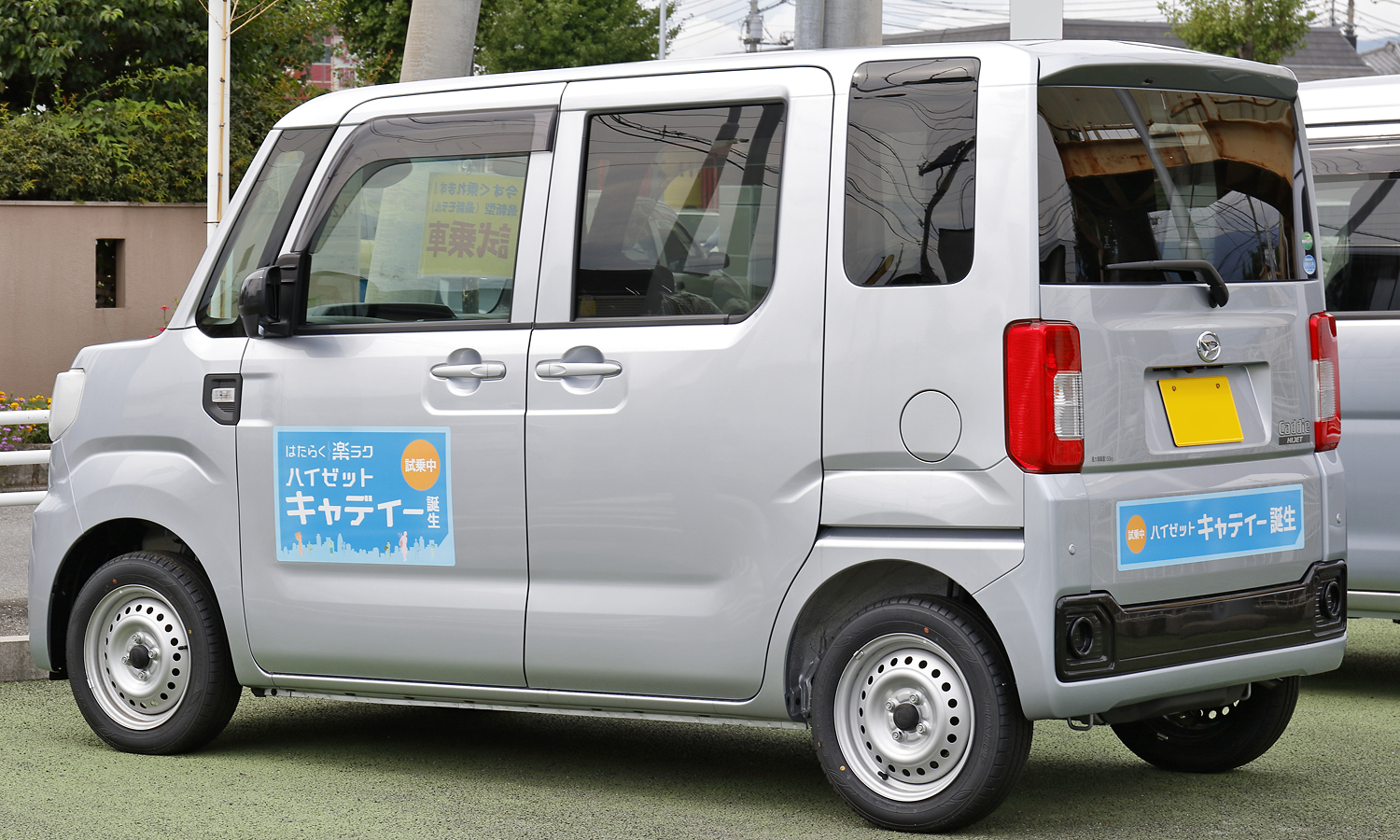
D"SA II" リア

## メカニズム
トランスミッションはハイゼットシリーズで初となるCVTを採用。また、ウェイク同様に「e:Sテクノロジー」を導入し、クールドi-EGRやCVTサーモコントローラー、樹脂化ボディなどを採用。併せてアイドリングストップ機能「eco IDLE（エコアイドル）」を全車に標準装備したことで、NA・2WD車は「平成27年度燃費基準+25%」、NA・4WD車は「平成27年度燃費基準+20%」、ターボ車は「平成27年度燃費基準+15%」をそれぞれ達成した。
安全面では軽商用車では初となるカメラとソナーセンサーを備えた衝突回避支援システム「スマートアシストII」をダイハツ軽商用車で初採用するとともに、EBD機能付ABS、VSC&TRC、エマージェンシーストップシグナル、ヒルホールドシステムは全車に標準装備し、軽乗用車並みの装備とする一方で、軽商用車初となるLEDヘッドランプ（Loビーム）を全車にメーカーオプション設定している。「スマートアシストII」は2017年11月の一部改良でステレオカメラ方式の「スマートアシストIII」に更新。車両だけでなく歩行者も認識し作動する機能が付加された。
音の侵入経路遮断と吸遮音材の配置によって静粛性を高めたほか、シートはリクライニングが可能なセパレートタイプを採用。ウレタンバンプスプリングの採用やスタビライザーを標準装備することによって操舵安定性を高める一方で、コイルスプリングのばね定数やショックアブソーバーの減衰力特性を最適化することにより商用車としての耐久性を確保していた。
タイヤサイズ、及びホイールのインチ数に関してはベースとなったウェイク用のものとほぼ同一であり、タイヤサイズは155/65R14の軽乗用車用で、14インチスチールホイールが用いられたほか、メーカーオプションとして、アルミホイールも設定されていた。

## 沿革
- 2016年6月13日 - 公式発表・販売開始[2]。月販目標台数は1,000台。

グレード構成はNA車の「D」とターボ車の「X」を基本とする構成で、それぞれにスマートアシストIIとトップシェイドガラス（フロントウィンドゥ）を追加装備した「D"SA II"」・「X"SA II"」を設定。さらに、「D」には、インテグレードCD・AM/FMラジオ・AUX端子、フルホイールキャップを追加装備し、ドアミラーをカラード電動格納式に、ステアリングホイールをメッキオーナメント付ウレタンにそれぞれグレードアップした「D"デラックス"」・「D"デラックス SA II"」も設定される。
セットオプションも、「選べるカラーパック」以外に 
「省力パック」- プッシュボタンスタート・キーフリーシステム・オートライトなどが装備
「ビューティーパック」- スーパーUV&IRカットガラス（フロントドア）などが装備
「スタイリッシュパック」- メッキ加飾付LEDフォグランプと14インチアルミホイールが装備
「ユースフルパック」- 助手席シートバックテーブル・イージーケアフロア（大容量ラゲージアンダートランク）・フック（ユーティリティ4個・荷室床面2個）などが装備
「LED室内照明パック」- フロントパーソナル・リアルーム・ラゲージルーム・バックドアの4か所のLEDランプが装備
「ナビパック」- スマートフォン連携メモリーナビゲーションシステム・バックカメラ・HDMI端子が装備
「純正ナビ装着用アップグレードパック」- バックカメラ単体が装備
と多数が用意されていた。
- 2017年11月30日 - ウェイクと共に一部改良が発表され、同日より販売が開始された[3]。

衝突回避支援システム「スマートアシストII」を「スマートアシストIII」に更新（これに伴い、スマートアシストIII搭載車はグレード名の「SA II」を「SA III」に変更）されたほか、スマートアシストIII搭載車にはリアコーナーセンサーも併せて装備された。
グレード構成を変更。「D"デラックス"」と「X」はスマートアシストIII搭載グレードの「Dデラックス"SA III"」と「X"SA III"」へ統合・集約されたほか、車両本体価格は、全グレードが一律64,800円値下げされた。装備面では従来、グレード別設定であった車速感応式間欠フロントワイパーとセキュリティアラームが全車標準装備となり、これに伴って、一部メーカーオプション等の変更も行われた。
- 2020年
  - 1月31日 - 仕様変更。ボディカラーの「選べるカラーパック」設定色だった「ミストブルーマイカメタリック」が廃止された。
  - 6月17日 - 仕様変更。ボディカラーの「選べるカラーパック」設定色に、3代目タフト設定色の「レイクブルーメタリック」が追加された。
- 2021年
  - 2月5日 - 販売不振のため生産終了[4]。それ以後は在庫限りの販売となる[注 9]。
  - 3月31日 - ホームページへの掲載終了。
  - 9月30日 - 流通在庫の新車の車両登録をすべて完了し、名実共に販売終了。2016年6月の販売開始から2021年9月の登録完了までの累計販売台数は6,730台であり販売期間は5年3か日。今後の代替は11代目ハイゼットカーゴ、および6代目アトレー（共にS700V/710V型）がそれを担う形となる。なお、ハイゼットキャディーの元となったウェイクはOEM向けのトヨタ・ピクシスメガと共に2022年8月11日で生産終了となった[注 10]。

## 名前の由来
キャディー（Caddie）は荷物を運ぶ者（類似の単語にポーターがある）、世話・助けをする者（この意味では例えばゴルフのキャディがある）の意味。配送業務を中心とする働く人をアシストするパートナーとの思いを込めて名付けられている。
ハイゼットについては、ダイハツ・ハイゼットを参照のこと。